# Piherarh Municipality
Piherarh Municipality är en kommun i Mikronesiska federationen.   Den ligger i delstaten Chuuk, i den västra delen av landet, 900 km väster om huvudstaden Palikir. Antalet invånare är 245.
Följande samhällen finns i Piherarh Municipality:
- Pisaras Village